# Rio Guardal
O rio Guardal é um pequeno rio do sudeste da Espanha que, ao confluir com o Rio Fardes, dá origem ao Rio Guadiana Menor, fluindo integralmente pela Província de Granada, no sul da Península Ibérica.

## Curso inferior
No seu curso se encontra a Barragem de San Clemente e a Barragem de Negratín, a altura do Cerro Jabalcón, entre os municipíos de Benamaurel e Baza. Ao confluir com o rio Fardes, forma o Guadiana Menor.

## Aspectos históricos
Houve uma intenção de canalizar suas águas junto às águas do rio Castril através do Canal de Murcia; um projeto levado a cabo durante o reinado de Carlos III, cujas obras se iniciaram em 1775. Se pretendia criar um canal navegável que chegaria até o Mar Menor e que regaria as terras de Múrcia e Cartagena, porém não chegou a ser finalizado. Permanece em pé uma parte da construcção, que está em processo de ser declarada Bem de Interesse Cultural.